# Di tích lịch sử quốc gia San Juan
Di tích lịch sử quốc gia San Juan bao gồm pháo đài thời thuộc địa, thành lũy nằm tại khu phố cổ của San Juan, San Juan.
Ngày 14 tháng 2 năm 1949, một nghị định về việc thành lập và ghi nhận việc cần thiết của việc bảo vệ các công sự cũng như bảo vệ giá trị lịch sử và kiến trúc của các di tích tại San Juan. Ngày 15 tháng 10 năm 1966, di tích ở San Juan được công nhận là di tích, công viên lịch sử quốc gia. Ngày 6 tháng 12 năm 1983, cùng với La Fortaleza, Di tích lịch sử quốc gia San Juan được UNESCO công nhận là di sản thế giới.
Di tích lịch sử này bao gồm 4 khu vực chính đó là:
- Pháo đài San Felipe del Morro
- Pháo đài San Cristóbal
- El Cañuelo hay còn gọi là Pháo đài San Juan de la Cruz.
- Tường thành cổ San Juan

## Hình ảnh

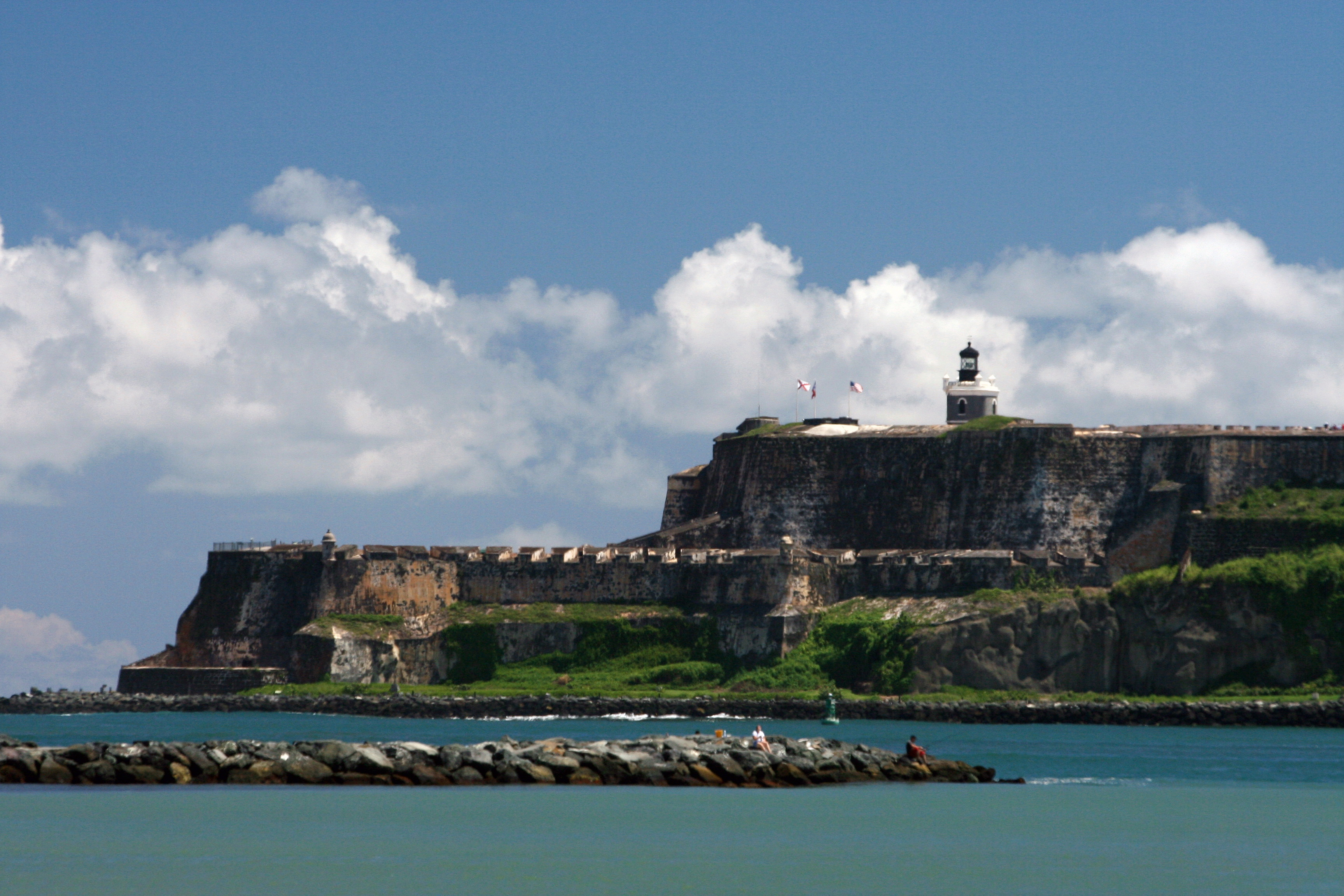
Pháo đài San Felipe del Morro
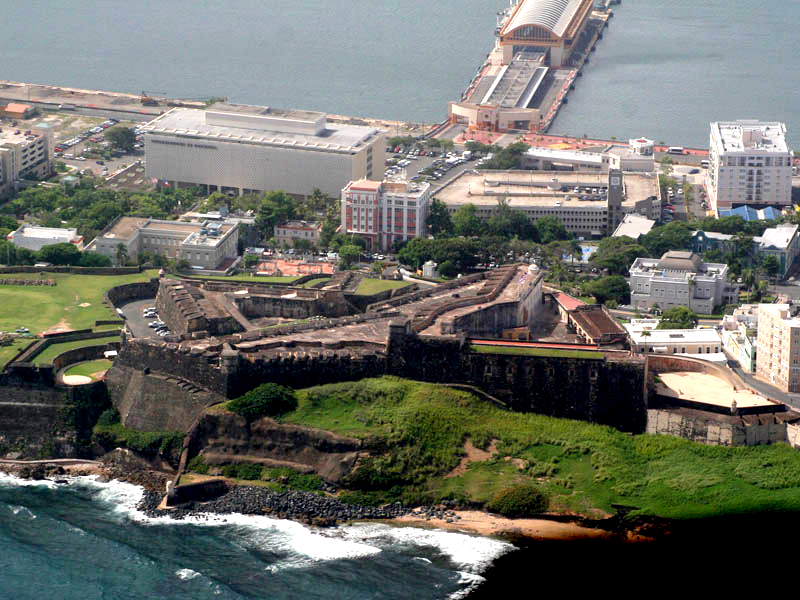
Pháo đài San Cristóbal
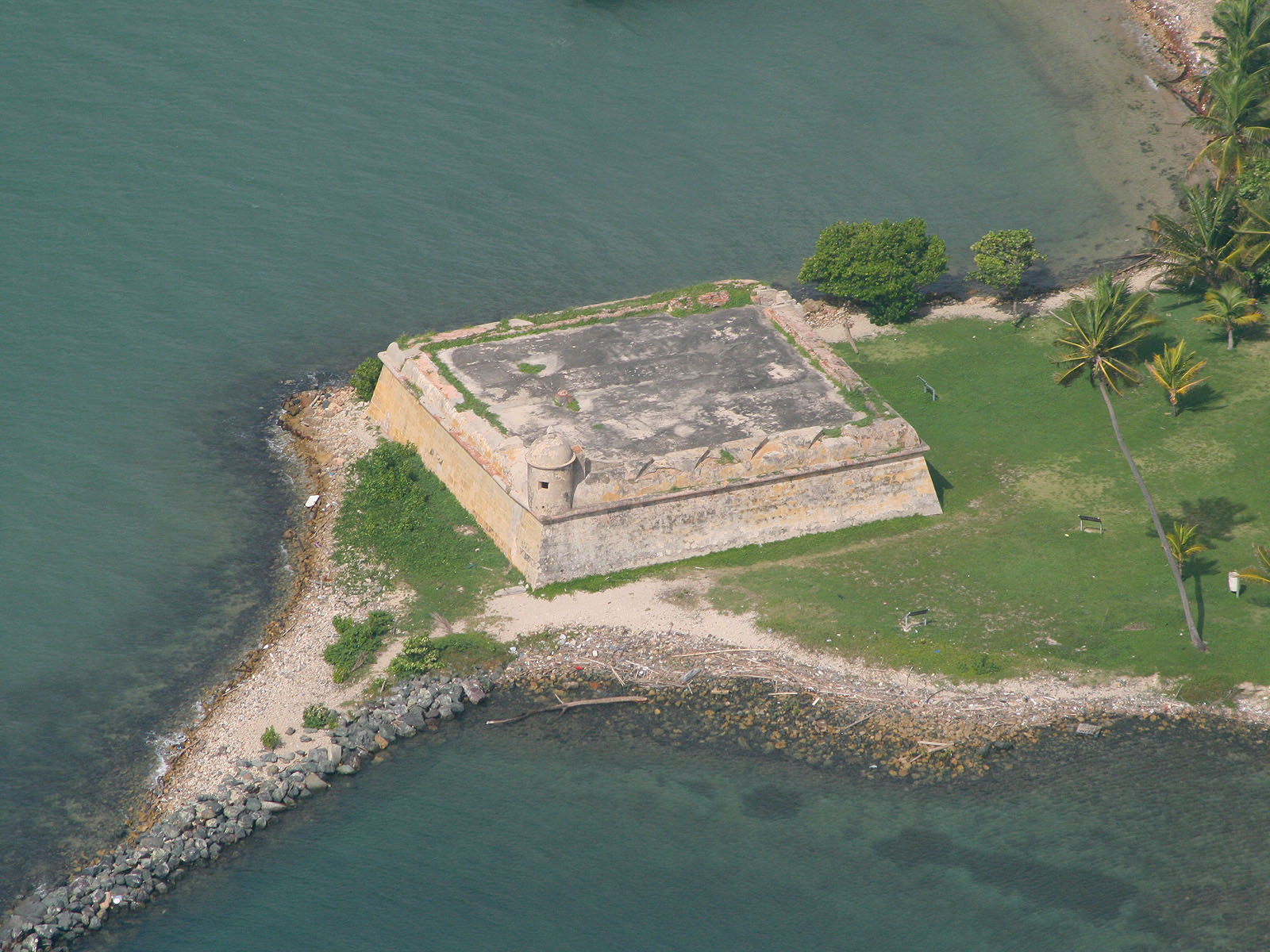
Pháo đài San Juan de la Cruz
Tường thành cổTường thành cổ